# ブルガリア難民射殺事件

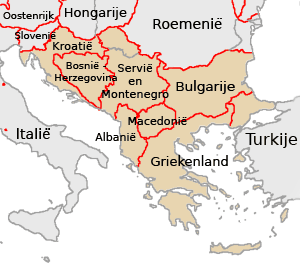
バルカン半島諸国

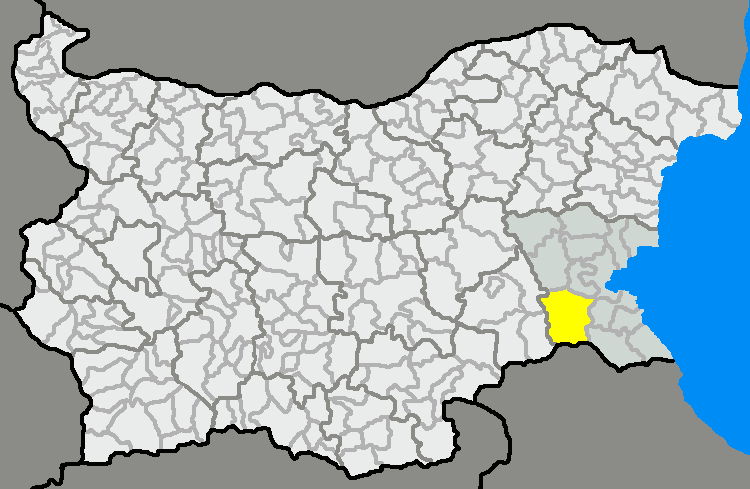
ブルガリアスレデツ

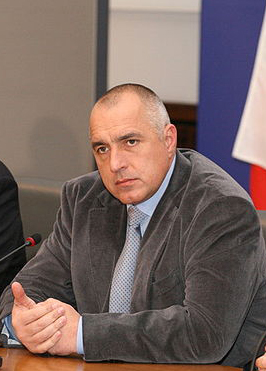
事件発生を受けボイコ・ボリソフブルガリア首相は開催中のEUサミットを引き上げて急遽帰国した。

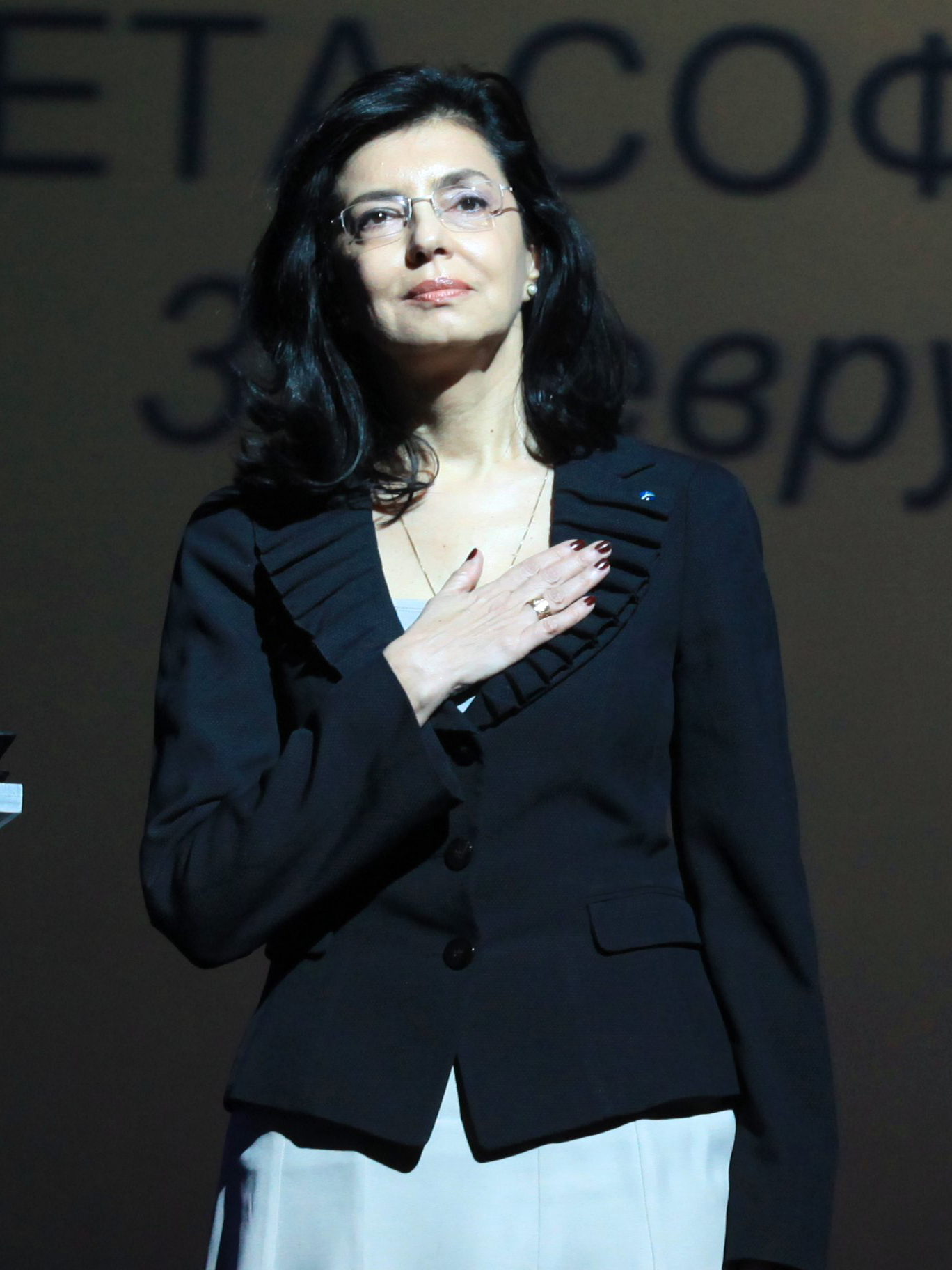
メグレナ・クレヴァブルガリア副首相

ブルガリア難民射殺事件（ブルガリアなんみんしゃさつじけん）とは、2015年10月15日に発生した、トルコからブルガリアに密入国しようとしたアフガニスタン人不法入国者グループをブルガリア国境警備隊が射殺した事件。

## 背景
2013年からバルカン半島諸国には大量の移民が流入する事態となっていた。2015年になるとアラブの春に続く、シリア内戦とISILによるシリア侵略以降、中東、アフリカから更に大量の移民、難民が押し寄せ非常事態となっていた。豊かな生活と社会保障を求めてドイツを目指す移民・難民にとってアフリカや中東からの入り口となる東欧、南欧諸国には数十万人もの移民、難民が押し寄せており、ハンガリーのように国境を封鎖する国も出始めていた。
ブルガリアはより豊かなドイツ、スウェーデンを目指すものたちの通り道ともなっていた。2015年8月にはブルガリア軍は国境警備隊を支援するためにマケドニアとの国境に派遣されていた。また、トルコとの国境付近では不法移民を乗せた車両によって取り締まろうとした国境警備隊員が跳ねられ負傷する事件が起きていた。
ブルガリア首相ボイコ・ボリソフはブルガリアにおける難民問題をEU首脳たちに理解してもらうためにすでに膨大な努力を行っていた。また、ボリソフ首相はこの問題はロシア、アメリカの2大国間で取り決めが行われない限りヨーロッパだけでは解決することはできないと明らかにしていた。このような最中に事件は勃発した。2015年は年初から事件勃発までの間にすでに61万人を超える移民がヨーロッパへ移入していた。

## 事件発生
2015年10月15日22時、ブルガリアスレデツ近郊で、トルコからブルガリアに密入国しようとしたアフガニスタン難民・移民54名の集団をブルガリア国境警備隊2名と警察官1名が拘束しようとしたところ、難民集団が抵抗してもみ合いとなり、威嚇射撃をしたところ1名が首に被弾した。被弾した男性（25歳）は病院への搬送中に死亡した。この移民集団は目的地をドイツ・スイスとしており、全員が20代から30代のアフガニスタン人男性でパスポートは不携帯であった。
ブルガリア国内のメディアやネットの最初の反応は「ナイスショット・ボーイズ！ここには害虫はいらない！」といったものであったが、この事件はヨーロッパへの難民・移民の流入に際しての初めての射殺事件でありブルガリア国内外で広く注目を集めることとなった。
ブルガリアの首都ソフィアではシリア・アフガニスタン難民と自称する身分証明書を保持していない29名の男女の移入者を乗せたバスが検挙され、運転手のブルガリア人男性が逮捕された。また、バスとは別に5名がソフィア警察によって検挙された。検挙された移入者達は複数の警察署に振り分けられ尋問されることとなった。

## 対応と評価
国連難民高等弁務官事務所のブルガリア代表のボリス・チェシリストフは、ヨーロッパへの移入を試みた移民が今年はすでに3,100名死亡しているが国境で銃殺されたのは初めてのことであることを明らかにした。また、移入者に対して実力を行使したことについて非難した。
事件当時、ブリュッセルで難民問題を対象として開催中のEUサミット（英語版）に出席していたボイコ・ボリソフブルガリア首相はドナルド・トゥスク欧州理事会議長に「私にとって今夜の評議がどんなに重要なものであっても二の次である。我々の国境を護ることが最優先である」と告げて、急遽ブルガリアに帰国した。
ブルガリア内務省は銃弾は威嚇射撃のために撃ったものが跳弾となって男性にあたったものであると表明している。国連難民高等弁務官事務所はブルガリア政府に対して調査を要求した。現在、ブルガリア検察は事件についての調査を行っているところである。
ブルガリア国内では事件について様々な見解が広くなされている。人権団体からは非道なものであるとした非難があり、ブルガリアの政治家からは人殺しであるとするものや、職務を全うした警察官に勲章を授与するべきであるとの声も上がっている。
メグレナ・クレヴァ（英語版）副首相は、政治的活動家達によって「殺人」、「職業倫理に反している」などのレッテルが貼られていることすべてをはねつけ、2015年10月、メグレナ・クレヴァ副首相は密入国斡旋業者を犯罪者、殺人犯と同様に捕えるために注力しなければならないと表明する。
10月18日、ニコライ・ネンチョフ（英語版）国防大臣はブルガリア軍は不法移民の流入からトルコとの国境を護るために国境警備隊を助ける準備が出来ていることを明らかにした。また、国防次官のコンスタンティン・ポポフ中将もブルガリア陸軍は国境警備隊に協力して国境を護ることができると表明した。
射殺事件後もブルガリアへの移民の流入は止まることなく連日の検挙が行われており、10月21日だけでも13グループ256名が国境で検挙されるなど、国境警備隊によって一日当たり200名が検挙され続けている。10月17日には国境付近の森で猟をしていた民間ハンターたちの通報により50名の不法移民が検挙された。ハンター達は通報に応じた3人の警察官らの勇気に感心し、自分だけでは屈強な若者を含むグループにおそれをなしていただろうと語った。ハンターたちには移民たちに遭遇した際の対処法などの指導が国境警備隊によってなされている。
事件後には銃撃を行った警察官への叙勲を求める請願が行われた。
事件から一週間後にブルガリア人監督ステファン・コマンダレフの監督作品『判決』がアカデミー賞にノミネートされた。『判決』は冷戦時代の共産圏から西側諸国へ不法に国境を越えて逃れてくる難民とブルガリア国境警備隊員の話であるが現在起きているシリア、アフガニスタン、中東からの難民危機との対照を惹起させられるものとなっている。
事件後の12月、BBCはヘルシンキ人権委員会のクラシミル・カネフが事件についての警察の説明に疑問を呈していることなどを報じている。
事件の予備審問では、ブルガリア国境警備隊は威嚇射撃の跳弾がアフガン人移入者のうちの一人にあったたと述べ、ブルガス地方検察庁は国境警備隊員による犯罪では全くないことが調査によって確立されたとして、橋にあたった跳弾があたったものであるとした説明は受け入れられるものであると表明して終了した。